# Bosques templados de Richmond
Los bosques templados de Richmond son una ecorregión que cubre la parte norte de la isla Sur de Nueva Zelanda.

## Ubicación y descripción
Esta zona incluye los valles montañosos de la cordillera de Kaikoura, con su pico más alto, el monte Tapuaenuku, de 2.880 metros, mientras que al sur se encuentra la cordillera Spencer, cubierta de hayas, y al norte y al este se extiende un terreno abierto que desciende hasta los Marlborough Sounds, en el extremo de la isla. Los amplios valles de los ríos Wairau y Awatere dividen la región.
El clima se caracteriza por un verano caluroso y un invierno frío y seco.

## Flora
La flora autóctona de este país del norte es un hayedo de Nothofagus, con haya roja (Nothofagus fusca) y haya plateada (N. menziesii) en las zonas más bajas, cálidas y fértiles, y haya dura (N. truncata) en las zonas más expuestas. Entre las plantas más destacadas se encuentra el junco Carex uncifolia.

## Fauna
El gecko de ojos negros (Hoplodactylus kahutarae), el único gecko alpino de Nueva Zelanda, es endémico del norte de la isla del Sur, que también alberga al vulnerable skint de los canchales (Oligosoma waimatense) y cuatro especies de weta gigante, entre ellas el weta gigante de Kaikoura (Deinacrida parva) y el weta de Kaikoura Ranges (Deinacrida elegans). Las islas del Marlborough Sounds tienen más especies endémicas propias.

## Amenazas y conservación
Hay varias zonas protegidas a lo largo de Marlborough Sounds (sobre todo en las islas) y en el interior, en el parque nacional de los Lagos de Nelson y el parque forestal de Mount Richmond.